# Leucon polarsterni
Leucon polarsterni är en kräftdjursart som beskrevs av Michel Ledoyer 1993. Leucon polarsterni ingår i släktet Leucon och familjen Leuconidae. Inga underarter finns listade i Catalogue of Life.